# Weird Tales of the Ramones
Weird Tales of the Ramones è una raccolta della band punk Ramones, pubblicata il 16 agosto del 2005.

## Il disco
Le 85 canzoni sono contenute in 3 cd, venduti insieme a un DVD, Lifestyles of the Ramones, un documentario contenente anche qualche loro video, che propone anche interviste. Contiene anche un comic, ritratto della leggenda del gruppo.

## Tracce

### CD 1
1. Blitzkrieg Bop
2. Beat on the Brat
3. Judy Is a Punk
4. I Wanna Be Your Boyfriend
5. Loudmouth
6. 53rd & 3rd
7. Havana Affair
8. Now I Wanna Sniff Some Glue
9. Glad to See You Go
10. Gimme Gimme Shock Treatment
11. I Remember You
12. Carbona Not Glue
13. Oh Oh I Love Her So
14. Swallow My Pride
15. Commando
16. Pinhead
17. Sheena Is a Punk Rocker (ABC SINGLE VERSION)
18. I Don't Care (Single Version)
19. Rockaway Beach
20. Cretin Hop
21. Here Today, Gone Tomorrow
22. Teenage Lobotomy
23. Slug [Demo]
24. Surfin' Bird
25. We're a Happy Family
26. I Just Want to Have Something to Do
27. I Wanted Everything
28. Needles & Pins (Remixed Single Version)
29. I Wanna Be Sedated
30. Go Mental
31. Don't Come Close
32. I Don't Want You
33. She's the One
34. I'm Against It

### CD 2
1. Rock 'n' Roll High School (Ed Stasium Mix)
2. I Want You Around (Ed Stasium Mix)
3. Do You Remember Rock 'n' Roll Radio?
4. I'm Affected
5. Danny Says
6. The KKK Took My Baby Away
7. You Sound Like You're Sick
8. She's a Sensation
9. All's Quite on the Eastern Front
10. Outsider
11. Highest Trails Above
12. Psycho Therapy
13. Time Bomb
14. Mama's Boy
15. I'm Not Afraid of Life
16. Too Tough To Die
17. Wart Hog
18. Howling at the Moon (Sha-La-La)
19. Daytime Dilemma (Dangers of Love)
20. Endless Vacation
21. My Brain Is Hanging Upside Down (Bonzo Goes to Bitburg) (UK 12" Version)
22. Somebody Put Something in My Drink
23. Animal Boy
24. I Don't Want to Live This Life (Anymore)
25. Love Kills
26. Something to Believe In (Single Version)

### CD 3
1. I Wanna Live
2. Bop 'Til You Drop
3. I Lost My Mind
4. Garden of Serenity
5. I Believe in Miracles
6. Pet Sematary (Single Version)
7. Punishment Fits the Crime
8. Merry Christmas (I Don't Want to Fight Tonight) (Single Version)
9. Main Man
10. Strength to Endure
11. Poison Heart
12. I Won't Let It Happen
13. Censorshit
14. Journey to the Center of the Mind
15. 7 And 7 Is
16. When I Was Young
17. I Don't Want to Grow Up
18. Scattergun
19. Makin' Monsters For My Friends
20. The Crusher
21. Spiderman
22. Life's a Gas
23. She Talks to Rainbows
24. Anyway You Want It
25. R.A.M.O.N.E.S.

## Le tracce del DVD
- Do You Remember Rock 'n' Roll Radio?
- Rock 'n' Roll High School
- We Want The Airwaves
- Psycho Therapy
- Time Has Come Today
- Howling At The Moon (Sha-La-La)
- Something To Believe In
- I Wanna Live
- I Wanna Be Sedated
- Pet Sematary
- Merry Christmas (I Don't Want To Fight Tonight)
- I Believe In Miracles
- Strength To Endure
- Poison Heart
- Substitute
- I Don't Want to Grow Up
- Blitzkrieg Bop (Live)

## Formazione
- Joey Ramone - voce
- Johnny Ramone - chitarra
- Dee Dee Ramone - basso e voce
- Tommy Ramone - batteria
- Marky Ramone - batteria
- Richie Ramone - batteria e voce d'accompagnamento
- C.J. Ramone - basso e voce d'accompagnamento